# Eidgenössisches Büro für die Gleichstellung von Menschen mit Behinderungen
Das Eidgenössische Büro für die Gleichstellung von Menschen mit Behinderungen (EBGB) wurde 2004 in der Schweiz im Rahmen des Inkrafttretens des Behindertengleichstellungsgesetzes BehiG, wie in dessen Artikel 19 verlangt, eingeführt. Das EBGB ist als Fachstelle im Eidgenössischen Departement des Innern (EDI) dem Generalsekretariat (GS-EDI) angegliedert.

## Auftrag
Das EBGB hat die Aufgabe, die Gleichstellung von Menschen mit Behinderungen voranzutreiben und sich für die Beseitigung der Benachteiligungen von Menschen mit Behinderungen einzusetzen.
Es soll zu Themen der Gleichstellung informieren, die Gleichstellung umsetzen, die Arbeiten dazu koordinieren und über deren Entwicklung Bericht erstatten.
Insbesondere erstattet das EBGB dem UNO-Behindertenrechtsausschuss einen Staatenbericht über die Umsetzung der UNO-Behindertenrechtskonvention (UNO-BRK) in der Schweiz, wozu diese seit der Ratifikation der UNO-Behindertenrechtskonvention gemäss Art. 35 UNO-BRK allvierjährlich verpflichtet ist.

## Staatenbericht
Der erste Staatenbericht wurde 2016, zwei Jahre nach Inkrafttreten der UNO-BRK, erstellt. Diese Staatenberichte werden unter Einbezug der kantonalen Konferenz der Sozialdirektoren (SODK) und der Organisationen der Zivilgesellschaft ausgearbeitet. Letztere verfassen einen sogenannten «Schattenbericht» mit eigenen Feststellungen. 2022 untersuchte der Behindertenrechtsausschuss zum ersten Mal den Stand der Umsetzung der UNO-BRK in der Schweiz mithilfe des Staaten- und des Schattenberichts. Daraus folgen für die Schweiz konkrete Empfehlungen, wo  Handlungsbedarf besteht. Nach erfolgter Festsetzung der Ziele und Massnahmen in der Behindertenpolitik durch den Bundesrat bis Ende 2022 werde im nächsten Staatenbericht, in einem «Follow-up», die Umsetzung der Empfehlungen überprüft.